# Relations entre le Bangladesh et la Sierra Leone
Les relations entre le Bangladesh et la Sierra Leone sont les relations bilatérales de la république populaire du Bangladesh et de la république de Sierra Leone. Les relations entre les deux pays ont été largement influencées par la contribution des forces armées du Bangladesh dans le cadre de la mission de maintien de la paix des Nations unies en Sierra Leone.

## Visites d'État

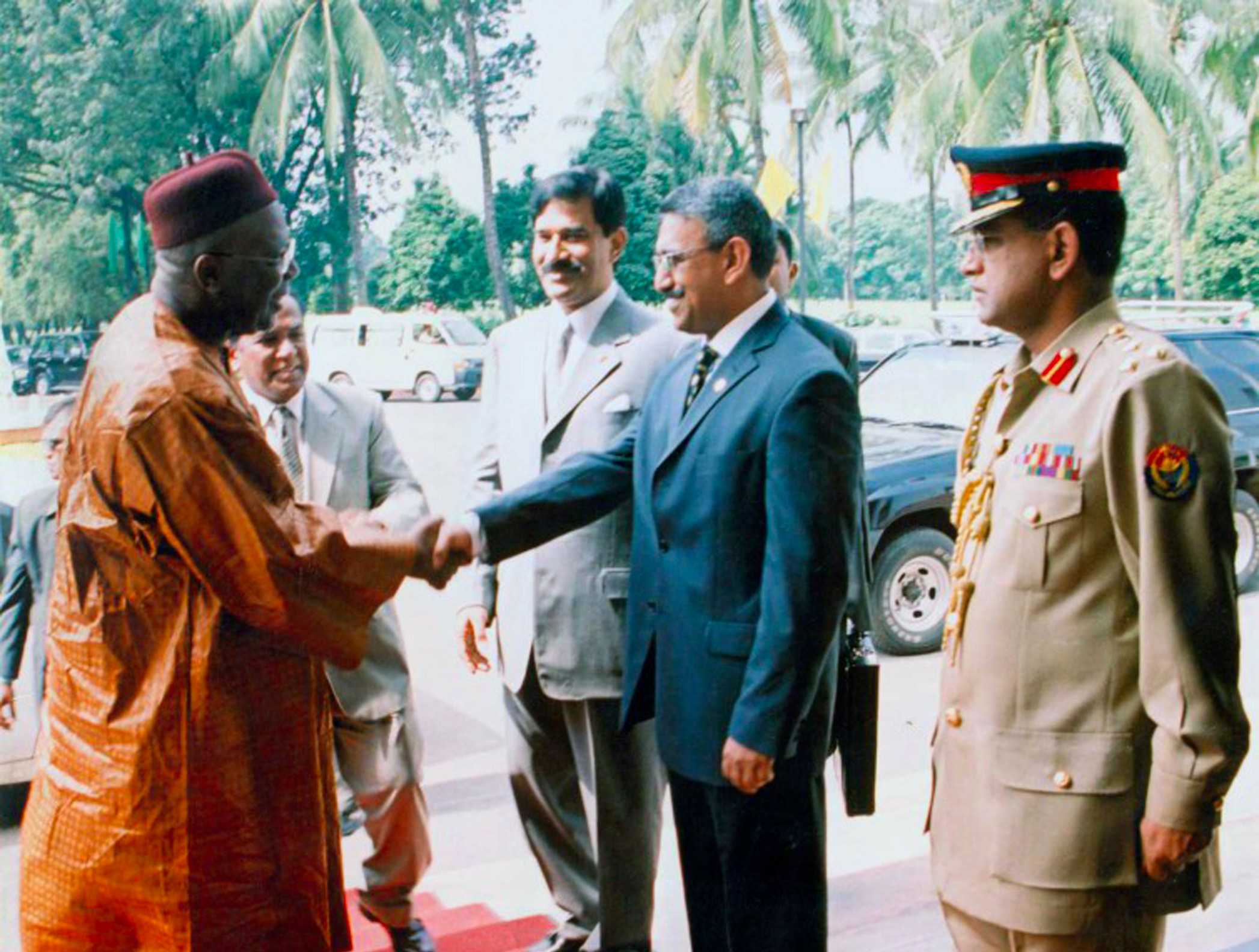
Le Président sierra-léonais Ahmad Tejan Kabbah en visite à Dacca.

En 2003, le président de la Sierra Leone de l'époque, Ahmad Tejan Kabbah, a effectué une visite officielle au Bangladesh. Le président Kabbah s'est entretenu officiellement avec le premier ministre Khaleda Zia et le président Iajuddin Ahmed pour discuter de toute la gamme des questions bilatérales ainsi que des questions internationales et régionales d'intérêt commun.

## Forces bangladaises en Sierra Leone
Les soldats de la paix bangladais ont joué un rôle important dans la lutte contre les rebelles pendant la guerre civile en Sierra Leone, dans le cadre de la mission des Nations Unies en Sierra Leone. Les gardiens de la paix ont également apporté des contributions vitales à la reconstruction de la nation après la guerre civile et à la construction de plusieurs infrastructures importantes. L'ancien président de la Sierra Leone, Ahmad Kabbah, a décrit la contribution des gardiens de la paix bangladeshi en disant que « les habitants de la Sierra Leone accueillent non seulement les troupes bangladaises, mais ils sont également réticents à les laisser partir ».

## Développement social
Des organisations non gouvernementales (ONG) bangladaises, dont le Bangladesh Rural Advancement Committee (Comité de promotion rurale du Bangladesh - BRAC), opèrent en Sierra Leone et travaillent dans les domaines tels que la microfinance ou encore du développement agricole,.

## Investissements
La Sierra Leone a recherché des investissements bangladais, notamment dans les secteurs de l'habillement, du textile et de l'agriculture. D'importants investissements ont été réalisés en Sierra Leone par des entreprises bangladaises dans le secteur agricole, le plus notable étant la société Bengal Agro Limited, basée au Bangladesh, qui a investi cinquante millions de dollars et a créé en Sierra Leone une usine de transformation du caoutchouc qui est la première du genre en Afrique occidentale,.